# ساركين

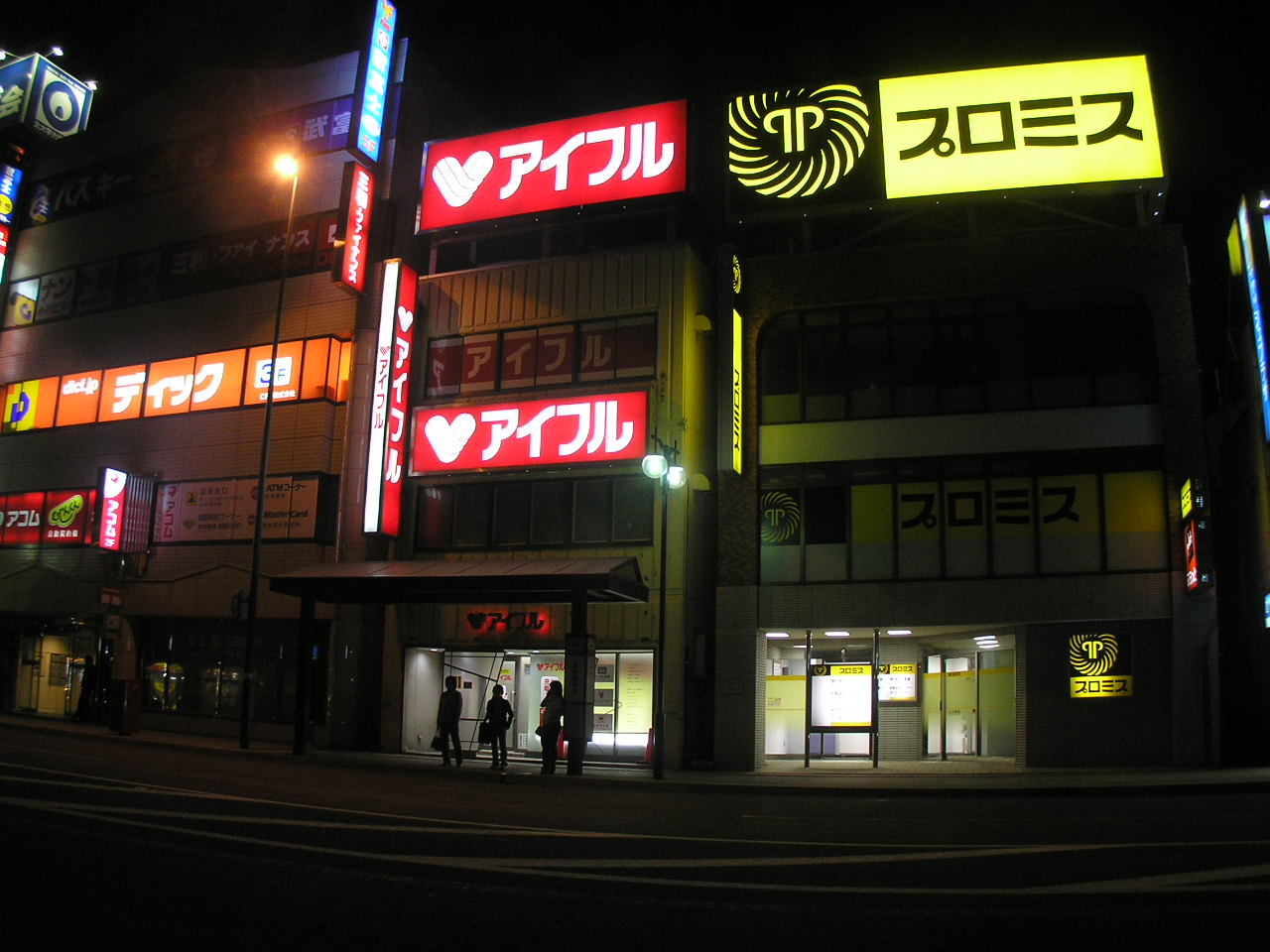
أحد مقرات الساركين في هوكايدو.

ساركين (باليابانية:サ ラ 金) وهو مصطلح ياباني يشير إلى مقرض مالي قانوني يقدم قروضًا غير مضمونة بفائدة عالية. إنه اختصار للكلمات اليابانية للراتب (サ ラ リ ー マ ン ، Sararīman) والقرض (金融 ، kin'yu). يُطلق على مقرض القرض غير القانوني الذي يتجاوز معدلات الفائدة القصوى المسموح بها قانونًا yamikin ، اختصارًا لـ Yami Kinyu (闇 金融 ، «التمويل المظلم»)، والعديد منهم يقرضون 10٪ لمدة 10 أيام.
اقترض حوالي 14 مليون شخص، أو حوالي 10٪ من سكان اليابان، من الساركين. في المجموع، هناك حوالي 10000 شركة (انخفاضًا من 30.000 قبل عقد مضى [متى؟])؛ ومع ذلك، فإن الشركات السبع الكبرى تشكل 70٪ من السوق. تبلغ قيمة القروض غير المسددة 100 مليار دولار. يتم تداول أكبر ساركين علنًا وغالبًا ما يكون متحالفًا مع البنوك الكبرى.
للساركين مكانة مهمة في المجتمع الياباني. لطالما كان إقراض المستهلكين والشركات الصغيرة من خلال الخدمات المالية البديلة أحد نقاط الضعف في النظام المالي الياباني. وعلى الرغم من هيمنة البنوك التقليدية على الاقتصاد، إلا أن البنوك فضلت إقراض الشركات الكبيرة ذات الضمانات القوية (الأراضي والعقارات) بدلاً من إقراض الأفراد أو الشركات الصغيرة. كما أدت تقنيات تقييم مخاطر الائتمان المتخلفة في البنوك إلى تقييد دخولها في تمويل المستهلكين والشركات الصغيرة. وبالتالي، في الحالات التي يُعتبر فيها اقتراض المستهلك من أحد البنوك مخزيًا وغالبًا ما يتطلب ضامنًا، يمكن أن تصل قروض ساركين إلى 100 دولار، ويحتاج المقترضون إلى تحديد الهوية ولكن ليس الضمانات، وتستغرق المعاملات في الأكشاك المشابهة لماكينات الصرف الآلي بضع دقائق فقط. اعتادت معدلات القروض أن تصل إلى 29.2٪، وهذا أمر جوهري بالنظر إلى أن أسعار الفائدة الرسمية تقترب من الصفر. بعد الاحتجاج على المستويات المرتفعة للديون وأساليب السداد، حدد قانون في عام 2006 أسعار الفائدة بنسبة 20٪ بحلول عام 2010، وأساليب التحصيل المنظمة. كما لم يُسمح للقروض بتجاوز ثلث الراتب السنوي.

## قرض (قرش الجحيم)
إن أساليب جمع واسترجاع القروض الصارمة والتي غالبًا ما يمارسها الساركين، جنبًا إلى جنب مع أهمية «حفظ ماء الوجه» في الثقافة اليابانية، دفعت العديد من رجال الأعمال الصغار إلى اليأس حيث ساهمت في حالات الانتحار في اليابان الذي وصل إلى أحد أعلى المعدلات في جميع أنحاء العالم.
اعتاد العديد من ساركين الانتماء إلى جماعات الجريمة المنظمة مثل (ياكوزا) واندلعت فضيحة في أوائل الثمانينيات بسبب أساليب جمعهم البغيضة للمال، إذ أنها كانت فعّالة ولكنها غير أخلاقية، مثل الحضور في جنازة أو حفل زفاف للمطالبة بالمال، أو استخدام مكبر الصوت أمام المنازل أو المدارس أو أماكن العمل لبث عدم سداد الديون. أدت هذه الإجراءات إلى مصطلح (sarakin-jigoku)، أو «قرض القرش الجحيم»، الذي صاغته وسائل الإعلام والتشريع الذي وضع مدونة قواعد السلوك لجمع الأموال.